# Kei Miller
Pour les articles homonymes, voir Miller.
 (décembre 2023).
La mise en forme du texte ne suit pas les recommandations de Wikipédia : il faut le « wikifier ».
Les points d'amélioration suivants sont les cas les plus fréquents. Le détail des points à revoir est peut-être précisé sur la page de discussion.
- Les titres sont pré-formatés par le logiciel. Ils ne sont ni en capitales, ni en gras.
- Le texte ne doit pas être écrit en capitales (les noms de famille non plus), ni en gras, ni en italique, ni en « petit »…
- Le gras n'est utilisé que pour surligner le titre de l'article dans l'introduction, une seule fois.
- L'italique est rarement utilisé : mots en langue étrangère, titres d'œuvres, noms de bateaux, etc.
- Les citations ne sont pas en italique mais en corps de texte normal. Elles sont entourées par des guillemets français : « et ».
- Les listes à puces sont à éviter, des paragraphes rédigés étant largement préférés. Les tableaux sont à réserver à la présentation de données structurées (résultats, etc.).
- Les appels de note de bas de page (petits chiffres en exposant, introduits par l'outil «  Source ») sont à placer entre la fin de phrase et le point final[comme ça].
- Les liens internes (vers d'autres articles de Wikipédia) sont à choisir avec parcimonie. Créez des liens vers des articles approfondissant le sujet. Les termes génériques sans rapport avec le sujet sont à éviter, ainsi que les répétitions de liens vers un même terme.
- Les liens externes sont à placer uniquement dans une section « Liens externes », à la fin de l'article. Ces liens sont à choisir avec parcimonie suivant les règles définies. Si un lien sert de source à l'article, son insertion dans le texte est à faire par les notes de bas de page.
- La présentation des références doit suivre les conventions bibliographiques. Il est recommandé d'utiliser les modèles {{Ouvrage}}, {{Chapitre}}, {{Article}}, {{Lien web}} et/ou {{Bibliographie}}. Le mode d'édition visuel peut mettre en forme automatiquement les références.
- Insérer une infobox (cadre d'informations à droite) n'est pas obligatoire pour parachever la mise en page.

Pour une aide détaillée, merci de consulter Aide:Wikification.
Si vous pensez que ces points ont été résolus, vous pouvez retirer ce bandeau et améliorer la mise en forme d'un autre article.
Kei Miller, né le 24 octobre 1978, est un poète, écrivain de fiction, essayiste et blogueur jamaïcain. Il est également professeur d'écriture créative.

## Première vie et éducation
Kei Miller est né et a grandi à Kingston en Jamaïque. Il a étudié l'anglais à l'Université des Antilles, mais il arrête ses études avant d'obtenir son diplôme. Durent ses études, il se lie cependant d'amitié avec Mervyn Morris, qui l'encourage à écrire. Par la suite, il commence à publier largement à propos des Caraïbes.
En 2004, il part en Angleterre pour étudier une maîtrise en écriture créative (le roman) à la Manchester Metropolitan University sous la tutelle du poète et érudit Michael Schmidt. Kei Miller a ensuite complété un doctorat en littérature anglaise à l'Université de Glasgow.

## Carrière
En 2006, le premier livre de poésie de Kei Miller est publié, Kingdom of Empty Bellies  (Heaventree Press). Il a été suivi de peu par un recueil de nouvelles, The Fear of Stones, qui explore en partie les problèmes de l'homophobie en Jamaïque. La collection a été présélectionnée en 2007 pour un Prix des écrivains du Commonwealth dans la catégorie du meilleur premier livre (Canada ou Caraïbes). Son deuxième recueil de poésie, There Is an Anger That Moves, a été publié en 2007 par Carcanet Press. Il est également l'éditeur de New Caribbean Poetry: An Anthology de Carcanet en 2007. Son premier roman, The Same Earth, a été publié en 2008, suivi en 2010 par The Last Warner Woman. La même année voit la publication de son recueil de poésie A Light Song of Light. En 2013, son ouvrage Writing Down the Vision: Essays & Prophecies a été publié  et en 2014 un recueil de poèmes pour lequel il a reçu le Forward Prize, The Cartographer Tries to Map a Way to Sion,. Hilary Mantel a choisi The Cartographer Tries to Map a Way to Zion comme l'un de ses livres préférés de 2014. Cette compilation comprend un poème sur des noms de lieux jamaïcains inhabituels, tels que Me-no-Sen-You-no-Come. Il a publié un recueil d'essais intitulé Things I Have Withheld en 2021, qui a été sélectionné pour le prix Baillie Gifford de non-fiction.
En 2014, Kei Miller a été nommé l'un des 20 « poètes de la nouvelle génération », une liste établie tous les dix ans par la Poetry Book Society.
D'autre part, il a été Boursier écrivain international à l'Université de l'Iowa, et a également été écrivain invité à l'Université York au Canada, au Département des services de bibliothèque des îles Vierges britanniques et Vera Rubin Fellow à Yaddo,. Il partage actuellement son temps entre la Jamaïque et le Royaume-Uni. Jusqu'en 2014, il était lecteur à l'Université de Glasgow. Il est à ce jour professeur d'écriture créative à l'Université d'Exeter.
Le troisième roman de Miller, Augustown, a remporté le prix OCM Bocas 2017 de littérature caribéenne. Premier roman de l'écrivain traduit en français sous le titre 'By the Rivers of Babylon'.
Miller a reçu le prix Anthony N Sabga Caribbean Award 2018 pour l'excellence en arts et lettres.
En juin 2018, Miller a été élu membre de la Royal Society of Literature dans le cadre de son initiative « 40 Under 40 ».
Miller a été juge pour le Griffin Poetry Prize 2020.

## Prix et distinctions
- 2007 : Bourse internationale d'écrivain à l'Université de l'Iowa [2]
- 2009 : Médaille d'argent Musgrave de l' Institut de Jamaïque
- 2010 : Sélectionné pour le prix John Llewellyn Rhys, A Light Song of Light
- 2013 : Boursier Rex Nettleford en études culturelles
- 2013 : Sélectionné pour le Phillis Wheatley Book Award in Fiction, The Last Warner Woman
- 2014 : Nommé comme l'un des poètes de la nouvelle génération
- 2014 : Prix OCM Bocas de littérature caribéenne (non-fiction), Writing Down the Vision [22]
- 2014 : Sélectionné pour le prix international Dylan Thomas, The Cartographer Tries to Map A Way to Zion
- 2014 : Lauréat du Forward Prize de poésie, The Cartographer Tries to Map A Way to Zion
- 2017 : Lauréat du Prix OCM Bocas de littérature caribéenne pour Augustown [18]
- 2017 : Lauréat du Prix Carbet de la Caraïbe et du Tout-Monde pour By The Rivers of Babylon (Traduction française d'Augustown)
- 2018 : Lauréat d'un Anthony N Sabga Caribbean Award for Excellence (Arts & Letters)
- 2018 : Elu membre de la Royal Society of Literature
- 2018 : Lauréat du Prix Les Afriques pour By The Rivers of Babylon (Traduction française d'Augustown)
- 2021 : présélectionné pour le prix Baillie Gifford de non-fiction pour Things I Have Withheld
- 2022 : Présélectionné pour le prix Jhalak pour les choses que j'ai retenues [23]

## Œuvres choisies
- Fear of Stones and Other Stories (nouvelles), Macmillan Caribbean, 2006, (ISBN 978-1-4050-6637-2) .
- Kingdom of Empty Bellies (poèmes), Heaventree Press, 2006, (ISBN 978-0-9548811-2-2) .
- here Is an Anger That Moves, Carcanet Press, 2007, (ISBN 978-1-85754-945-4) .
- The Same Earth (roman), Weidenfeld & Nicolson, 2008, (ISBN 978-0-297-84480-8); Phénix, 2009, (ISBN 978-0-7538-2311-8) .
- The Last Warner Woman  (roman), Weidenfeld & Nicolson, 2010, (ISBN 978-0-297-86077-8); Phénix, 2011, (ISBN 978-0-7538-2808-3)(titre de la traduction française : L'authentique Pearline Portious).
- A Light Song of Light  (poèmes)[24]. Carcanet Press, 2010, (ISBN 978-1-84777-103-2) .
- Writing Down the Vision: Essays & Prophecies, Peepal Tree Press, 2013, (ISBN 978-1-84523-228-3) .
- The Cartographer Tries to Map a Way to Zion (poèmes), Carcanet, 2014, (ISBN 978-1-84777-267-1) .
- Augustown (roman), Weidenfeld & Nicolson, 2016, (ISBN 978-1-4746-0359-1)(titre de la traduction française : By The Rivers of Babylon)
- Things I Have Withheld (essais), Canongate Books Ltd, 2021, (ISBN 978-1-83885-279-5)

En tant qu'éditeur
- New Caribbean Poetry: An Anthology, Carcanet Press, 2007, (ISBN 978-1-85754-941-6) .